# 古川町立畦畑小学校
古川町立畦畑小学校 （ふるかわちょうりつ うねはたしょうがっこう）は、かつて岐阜県吉城郡古川町（現・飛騨市古川町）に存在した公立小学校。

## 概要
- 吉城郡古川町（旧・吉城郡小鷹利村）の小学校であり、畦畑が校区であった。1974年、古川小学校に統合され、廃校。
- 校舎（木造2階建）は2021年現在、畦畑公民館として使用されている[1]。

## 沿革
- 1874年（明治7年）7月 - 畦畑村に小鷹利学校畦畑支校が開校。民家を仮校舎とする。
- 1875年（明治8年）2月 - 高野村、平岩村、畦畑村、寺地村、笹ヶ洞村、黒内村、信包村、谷村が合併し、小鷹利村が発足。
- 1877年（明治10年）5月 - 大村学校畦畑支校となる。
- 1878年（明治11年） - 新築（木造平屋建）移転。
- 1880年（明治13年）12月 - 独立し、畦畑学校となる。
- 1886年（明治19年） - 畦畑簡易科小学校に改称する。
- 1892年（明治25年） - 畦畑尋常小学校に改称する。
- 1941年（昭和16年）4月1日 - 畦畑国民学校に改称する。
- 1942年（昭和17年） - 高等科を設置。
- 1947年（昭和22年）4月1日 - 小鷹利村立畦畑小学校に改称する。小鷹利中学校畦畑分校を併設。
- 1956年（昭和31年）4月1日 - 古川町、細江村、小鷹利村と合併し、改めて古川町が発足。同時に古川町立畦畑小学校に改称する。
- 1964年（昭和39年）4月 - 小鷹利中学校畦畑分校が畦畑中学校として独立。畦畑小学校に併設される。
- 1966年（昭和41年）3月 - 畦畑中学校が廃校。畦畑小学校は単独校となる。
- 1974年（昭和49年）3月 - 古川小学校に統合され、廃校。

## その他
- 旧小鷹利村に存在した3つの小学校（信包小・大村小・畦畑小）のうち、信包小と大村小は統合により古川西小学校の前身校となったが、畦畑小は古川小学校に統合された。